# Learjet 60
Learjet 60 är ett tvåmotorigt amerikanskt affärsflygplan med plats för åtta passagerare. Flygplanet är en vidareutveckling av affärsplanet Learjet 55 som slutade tillverkas år 1987. 
Jämfört med föregångaren har Learjet 60 en längre flygkropp och kraftfullare motorer. Den flög första gången den 10 oktober 1990 och fick FAA-certifiering i januari 1993.

## Användning i Sverige
Försvarets materielverk (FMV) tog i december 2024 emot tre Learjet 60 för dess målflygverksamhet. På sikt ska dessa flygplan ersätta verksamhetens äldre Learjet 35-flygplan.